# General Manuel Campos
General Manuel Campos é um município da província de La Pampa, na Argentina.